# Stiftskeller St. Peter
Stiftskeller St. Peter est le nom d'un restaurant se trouvant à l'intérieur des murs de l'archi-abbaye Saint-Pierre de Salzbourg, abbaye bénédictine d'Autriche qui est la plus ancienne d'Europe centrale. Il s'agirait de la plus ancienne auberge d'Europe centrale, de par une mention faite dans un document remontant à 803.
Stiftskeller St. Peter est également connu pour être le plus ancien restaurant au monde à avoir servi sans interruption. Le site internet vante ainsi « l'authentique hospitalité salzbourgeoise depuis plus de 1 200 ans ».